# HMS Viking
Le HMS Viking (pennant number : P69) est un sous-marin britannique de Classe V de la Royal Navy.

## Engagements
Le HMS Viking fut commandé le 5 décembre 1941. Il est construit par Vickers-Armstrongs à Barrow-in-Furness. Sa quille fut posée le 3 septembre 1942, il est lancé le 5 mai 1943 et mis en service le 30 août 1943 à Holy Loch. Son nom signifie la même chose qu'en français. Et de fait, son insigne représentait la tête d'un farouche guerrier viking, à la longue barbe rousse et portant un casque orné de cornes.
Il a pour unique commandant le Lieutenant Rawdon Bannar-Martin (DSC, RN) durant toute la guerre, de juin 1943 au 8 juillet 1945.
Toute la période du 29 août au 17 novembre 1943 est consacrée par le HMS Viking à des essais et des exercices, d’abord seul puis avec d’autres navires britanniques, canadiens et américains. Ceux-ci se déroulent successivement au large de Barrow et d’Helensburgh, dans la région de la Clyde, dans le Loch Ranza, au large d’Arrochar, dans le Loch Goil, à Scapa Flow, à l’ouest des Hébrides, au large de Larne et dans le Gare Loch.
Le HMS Viking quitte Lerwick le 21 novembre 1943 pour sa première patrouille de guerre. C’est une patrouille anti-U-boote en mer de Norvège. Il en revient le 4 décembre 1943.
La période du 17 décembre 1943 au 20 juin 1944 est à nouveau consacrée à des exercices, au large de Methyl, au sud de l’Irlande, au large de Plymouth, dans la région de la Clyde, au large de Larne, et à Scapa Flow. 
Le HMS Viking quitte Lerwick le 26 juin 1944 pour sa deuxième patrouille de guerre. Il reçoit l’ordre de patrouiller dans la mer de Norvège à mi-chemin entre l’île Jan Mayen et la côte norvégienne.
Le 4 juillet, il aperçoit à deux reprises un sous-marin en mer de Norvège, mais il n’est pas en mesure de l’attaquer. Le sous-marin allemand U-956 a déclaré avoir eu un contact avec un sous-marin ennemi ce même jour, donc il s’agissait très probablement du sous-marin aperçu par le HMS Viking.
Le 5 juillet, toujours en mer de Norvège, il tire une salve complète de quatre torpilles sur le sous-marin allemand U-965, repéré à la surface (on ignore pourquoi) à une distance de 600 yards. Mais l’équipage du sous-marin allemand aperçoit le sillage des torpilles, parvient à les esquiver et plonge.
Le HMS Viking termine sa deuxième patrouille de guerre et rentre à Lerwick le 11 juillet 1944. Du 27 juillet au 14 août, il mène une troisième série d’exercices au large de Dundee puis au large de Lerwick.
Le 26 août 1944, le HMS Viking quitte Lerwick pour sa troisième patrouille de guerre. Il reçoit l’ordre de patrouiller encore au large de la Norvège, entre Karmøy et Lister.
Le 1er septembre, il attaque un convoi allemand à la torpille au large d’Egersund, en Norvège, à la position 58° 29' 5" N, 05° 43' 2" E. Il tire toutes ses torpilles mais ne marque aucun coup au but.
Le 4 septembre, il attaque un autre convoi allemand à environ 10 milles marins au sud-est d’Egersund, mais toutes les torpilles manquent leur cible. Sa cible était le pétrolier allemand Kattegat. L’escorte était composée de la canonnière K 2, du dragueur de mines M 81, des chasseurs de sous-marins auxiliaires UJ 1109, UJ 1111, UJ 1113 et du Räumboot R 220.
Le HMS Viking termine sa troisième patrouille de guerre le 7 septembre 1944, rentrant à Lerwick. Une nouvelle série d’essais et d’exercices sont menés au large de Dundee du 15 au 23 septembre.
Le 3 octobre 1944, le HMS Viking quitte Lerwick pour sa quatrième patrouille de guerre. Il reçoit l’ordre de patrouiller au large de Bodø, en Norvège. 
Le 14 octobre, il torpille et coule un navire marchand norvégien au large du Saltfjord, en Norvège, à la position 67° 13' N, 14° 14' E, malgré une forte escorte : le dragueur de mines M 467 et les patrouilleurs auxiliaires V 6601, V 6606 et V 6301.
Le HMS Viking termine sa quatrième patrouille de guerre le 19 octobre 1944 à Lerwick. Une nouvelle période d’exercices débute. Ils ont lieu du 8 au 10 novembre au large de Dundee, du 5 décembre 1944 au 1er janvier 1945 au large de Fishguard, du 5 janvier au 19 janvier dans la région de la Clyde.
Le 24 janvier 1945, le HMS Viking quitte Lerwick pour sa cinquième patrouille de guerre. Il reçoit l’ordre de patrouiller au large de la Norvège entre Fejeosen et le Korsfjord. Il termine sa patrouille le 4 février. 
Le 16 février 1945, le HMS Viking repart de Lerwick pour sa sixième patrouille de guerre. Il reçoit l’ordre de patrouiller au large de la Norvège entre Frohavet et le fjord Folda. Il termine sa patrouille le 4 mars.
Des essais sont menés au Loch Goil le 19 mars, suivis par des exercices d’attaque dans la région de la Clyde du 22 au 25 mars.
Le 31 mars 1945, le HMS Viking quitte Lerwick pour sa septième patrouille de guerre. Il reçoit l’ordre de patrouiller au large de la Norvège entre Skudenes et Egersund. Il termine sa patrouille le 14 avril.
Une nouvelle période d’exercices, menés au large de Blyth, pour entraîner de nouveaux sous-mariniers, débute le 3 mai et se termine le 15 juin 1945.
Le 3 juillet 1945, le HMS Viking arrive à Portsmouth. Il y est mis en réserve le 8 juillet, alors qu’il devait être remis en état, et reste à Portsmouth jusqu’à la fin de septembre 1945. Il est transféré en 1946 à la marine royale norvégienne, où il est renommé KNM Utvær.